# Secesión de Viena

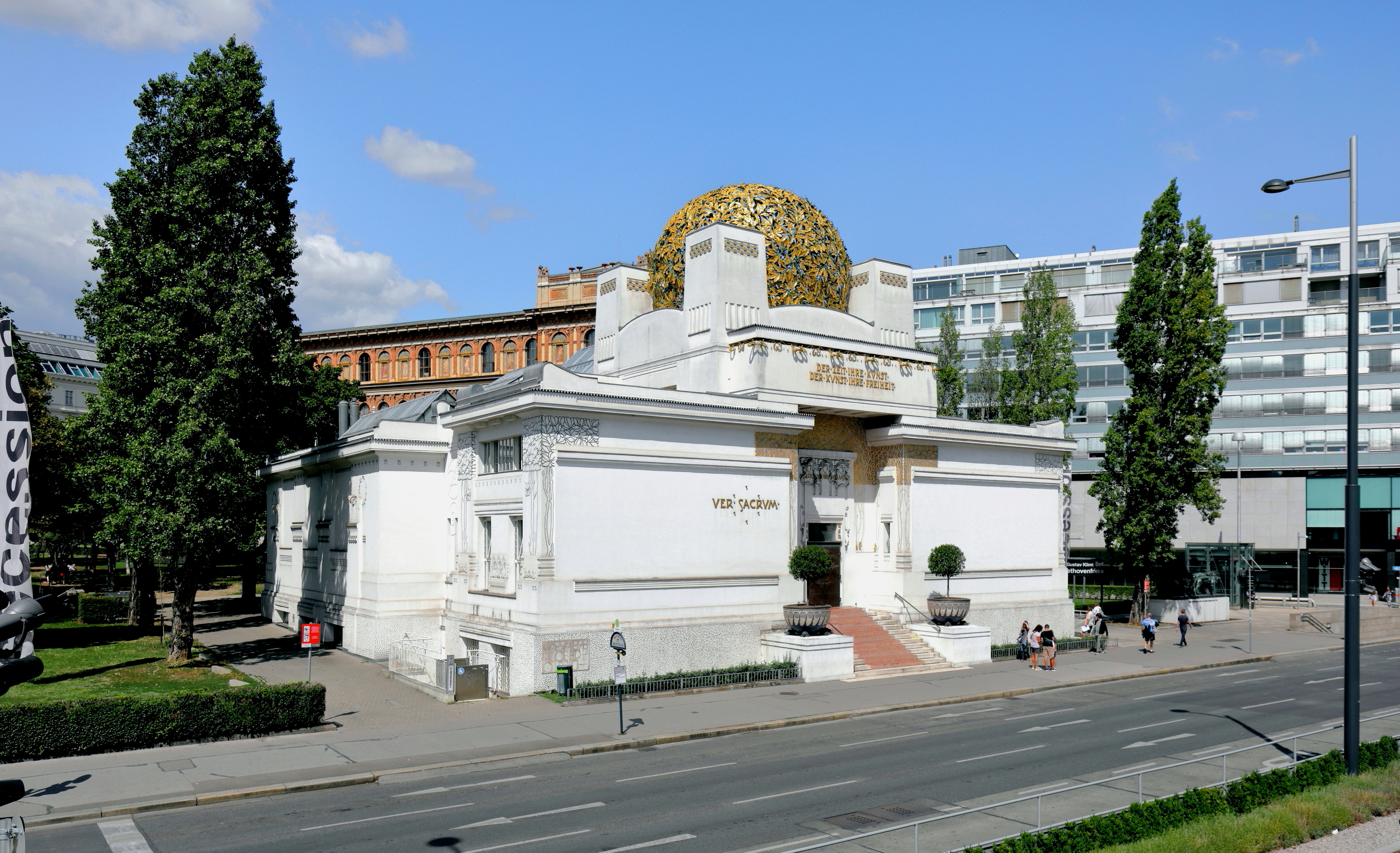
Pabellón de la Secesión de Viena, construido en 1897 por Joseph Maria Olbrich para las exposiciones del grupo de la Secesión.

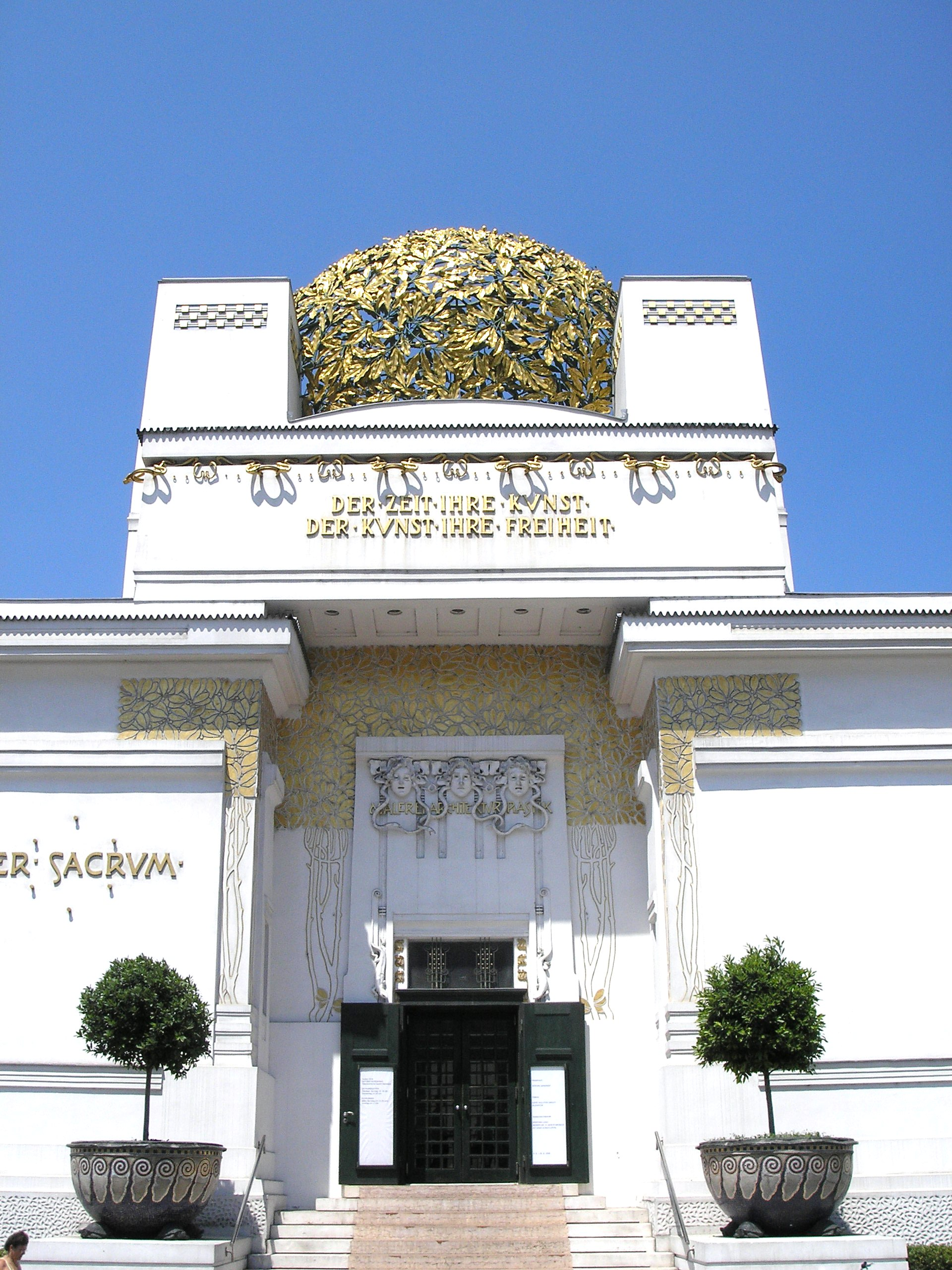
La entrada a Secesión de Viena.

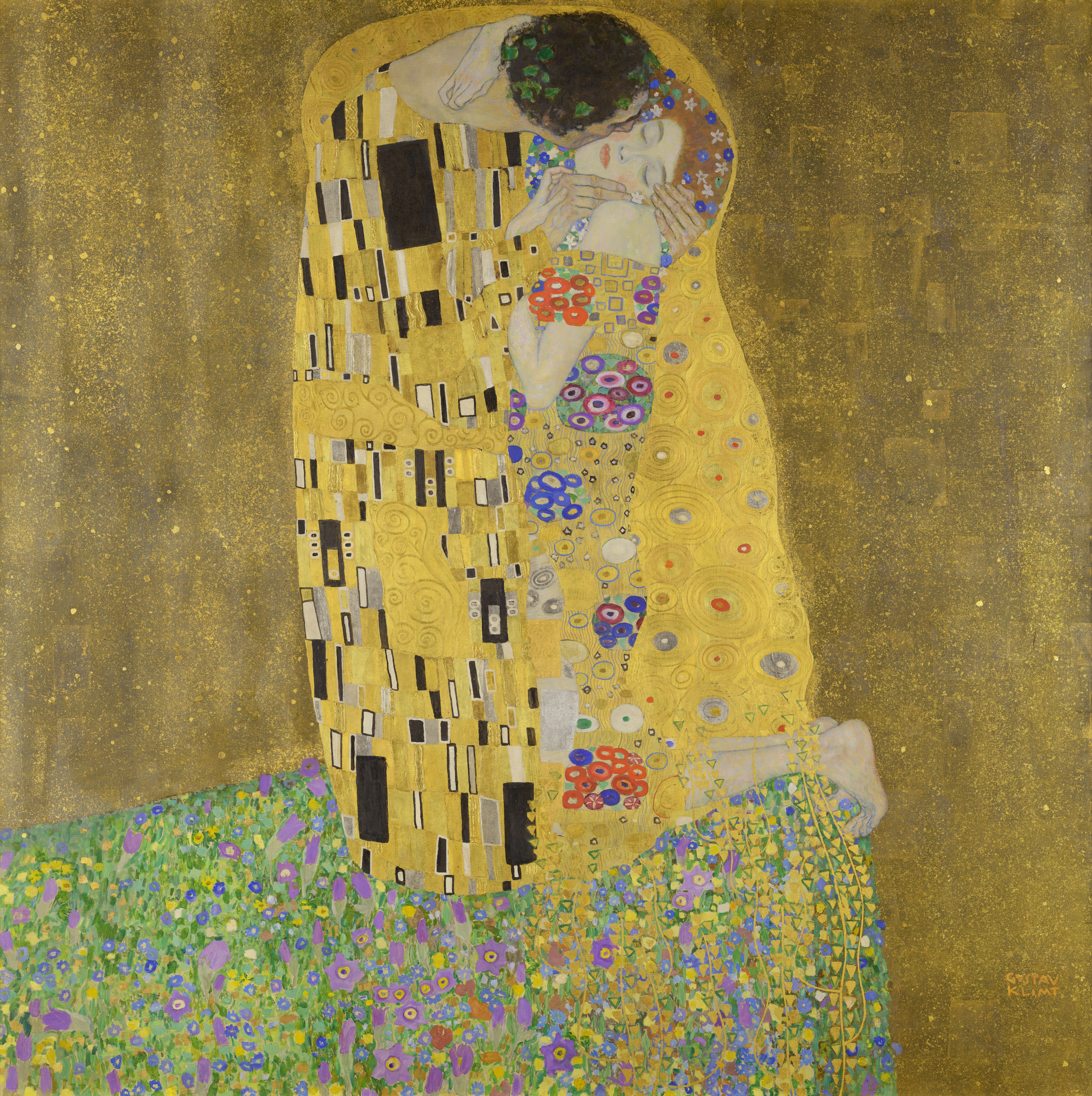
The Kiss, Gustav Klimt

La Secesión vienesa (también llamada Secessionsstil o Sezessionsstil en Austria y Separatismo vienés) fue un movimiento que a su vez formó parte del muy variado movimiento actualmente denominado modernismo. Fue fundada en 1897 por un grupo artistas vieneses pertenecientes a la escuela del Künstlerhaus que habían abandonado la Asociación de Artistas Austriacos (Vereinigung Bildender Künstler Österreichs en alemán). Como proyecto de renovación artística, trataba de reinterpretar los estilos del pasado ante los embates de la producción industrial que estaban desnudando estructural y estéticamente la realidad del arte y la sociedad de la época. Su primer presidente fue Gustav Klimt.

## Historia

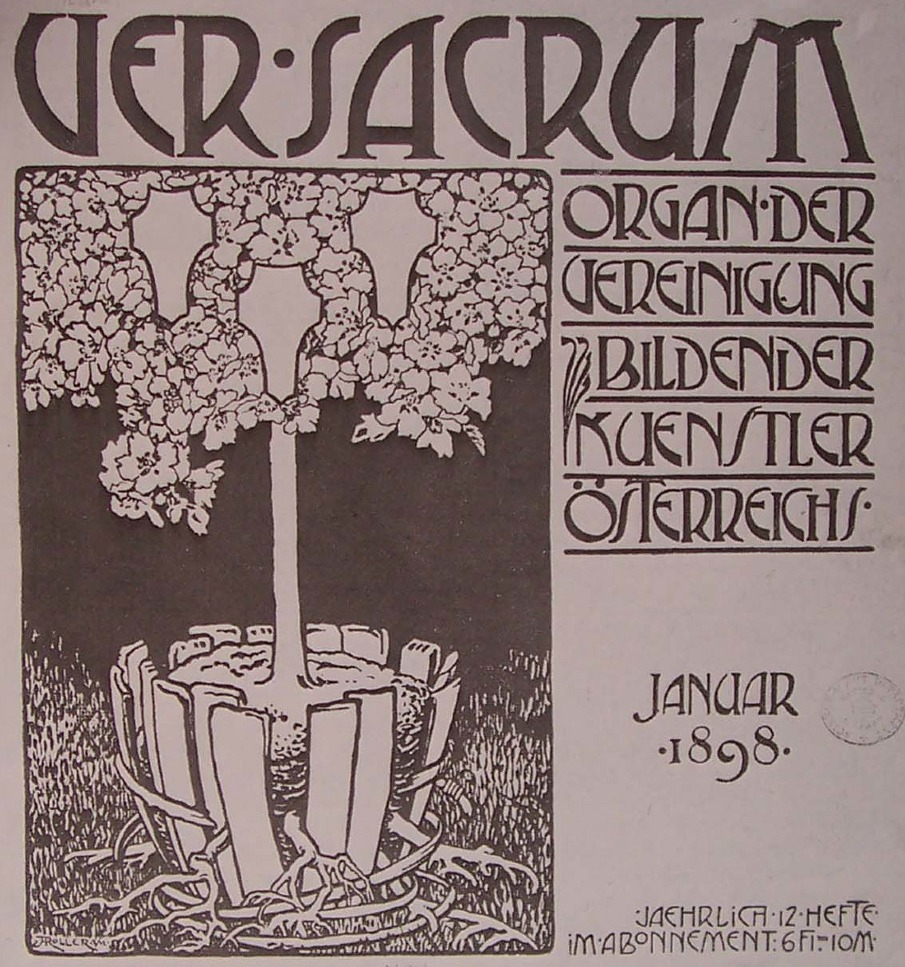
Composición artística con el arte de la sucesión.

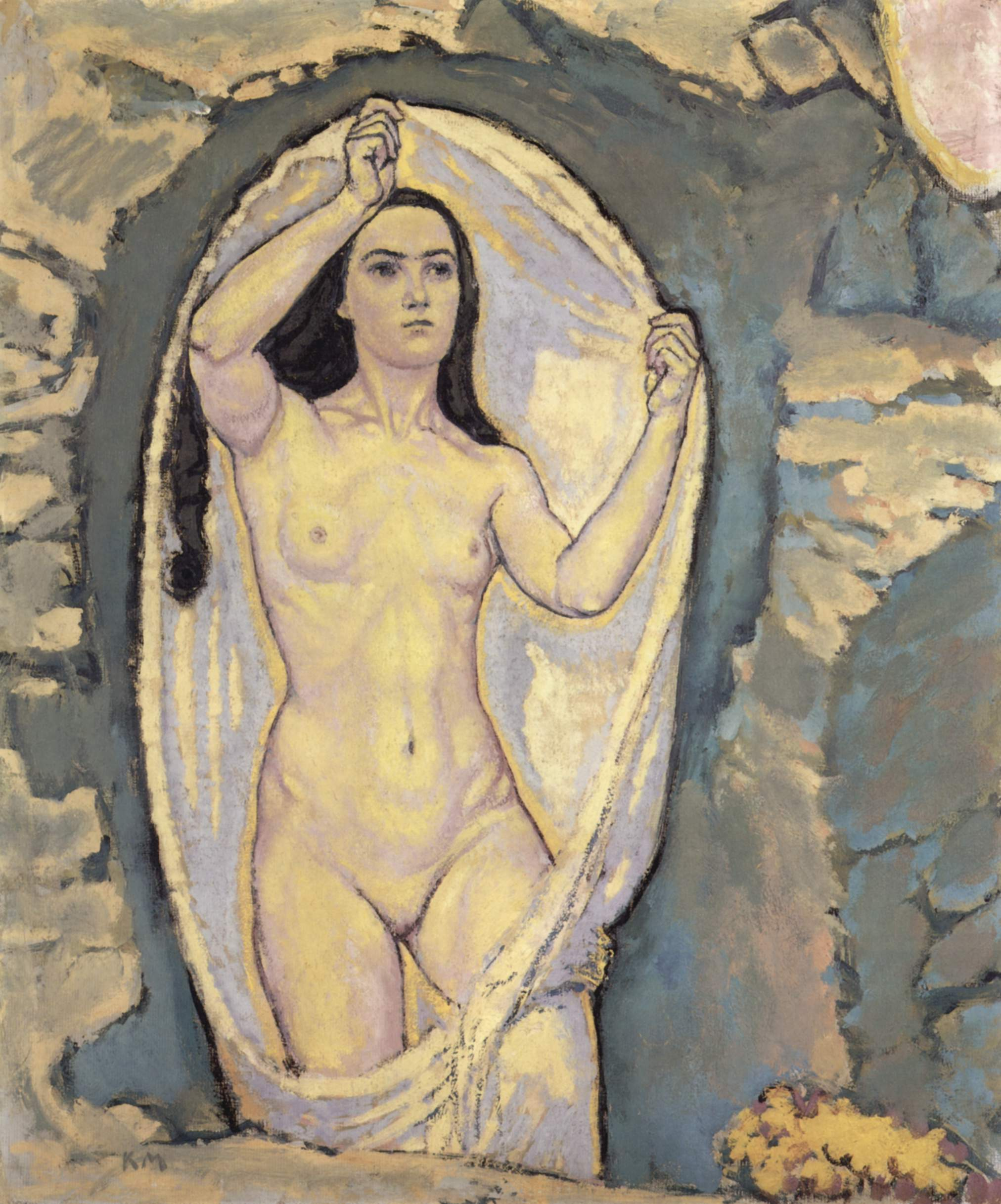
Venus in der Grotte, obra realizada por el artista vienés Koloman Moser, uno de los más destacados artistas del movimiento.

La Secesión fue fundada dentro de la Vereinigung Bildender Künstler Österreich que es la Asociación de los artistas de las artes visuales en Austria.
En esta época, Austria sufre de problemas en todos los sectores: social, económico, religioso, político, monárquico... que contrastan con un ambiente idealista. Es el periodo más brillante para Austria, siendo su capital, Viena, la cuna del psicoanálisis.
Los portavoces de este movimiento son: Gustav Klimt, Koloman Moser, Ferdinand Andri y Joseph Maria Olbrich (arquitecto) entre otros.
Aunque la secesión es incluible en el modernismo, típico de fines del período histórico y cultural conocido como la Belle Époque (1871-1914), corresponde señalar que presenta importantes diferencias con el coetáneo Art Nouveau y con otros estilos semejantes al Art Nouveau (el Liberty o floreale italiano o el modernismo español por ejemplos); en la secesión, aunque se busca la elegancia, predomina la sobriedad formal, e incluso cierta severidad, en los casos en que se transgrede la sobriedad sale a la luz el expresionismo, en muchos aspectos por su rupturismo la secesión ya es incluible dentro del vanguardismo.
Este movimiento evoluciona con gran rapidez pasando desde el estilo alegórico ilustrativo de la pintura simbólica a un estilo floral hasta el estilo del separatismo.
El movimiento con su afán de experimentar, Prefirieron letreros limpios y legibles, figuras planas con simplicidad donde predominada los modelos geométricos y la construcción modular de los diseños que poseía una sutil cualidad orgánica además del interés por la fusión del texto, la ilustración, los elementos la unidad.
Los carteles provienen del campo cultural, no comercial, como primaba hasta entonces. Los trabajos son muy estructurados, dándoles mucha importancia al orden, el equilibrio y la geometrización (el cuadrado y el cubo son repetidos continuamente). Su objetivo estético final era la "obra de arte total" o Gesamtkunstwerk, término acuñado por Richard Wagner para denominar a un arte que condensara las destrezas de todas las demás.
Los artistas vieneses querían dar a su arte una expresión despojada de sus velos y nada envuelta en accesorios. Un arte propio, sin servilismos extranjeros. No quieren imitar al arte exterior, pero sí que les sirva de inspiración y análisis.
La decoración es modernista, ni orgánica, ni naturalista sino estilizada y abstracta.
La tipografía es un elemento determinante, le dan gran importancia a la letra, esta tiene un valor formal, compositivo y comunicativo.
En 1903, se forma una nueva agrupación de artistas en torno a los llamados Wiener Werkstätte o Talleres Vieneses, en los que colaborarían Gustav Klimt, Egon Schiele, Oskar Kokoschka, y otros.
Sobre la puerta de entrada del "Repollo de Oro", como es conocido popularmente en Viena, puede leerse A cada tiempo su arte, y a cada arte su libertad ("Der Zeit ihre Kunst, der Kunst ihre Freiheit").